# Itaguajé
Itaguajé, amtlich portugiesisch Município de Itaguajé, ist eine kleine Gemeinde im brasilianischen Bundesstaat Paraná. Es hat 4.481 Einwohner (2022), die Itaguajeenser genannt werden und auf einer Gemeindefläche von rund 194 km² leben. Sie liegt in Nordparaná am linken Ufer des Rio Paranapanema. Die Hauptstadt Curitiba ist 533 km entfernt. In Itaguajé kreuzen sich die Staatsstraßen PR-340 und PR-542.

## Geographie

### Hydrographie
- Rio Paranapanema
- Rio Pirapó
- Wasserkraftwerk: Wasserkraftwerk Taquaruçu, portugiesisch Usina Hidrelétrica de Taquaruçu

### Nachbarmunizipien
| Jardim Olinda (8 km) |                                             | Sandovalina (28 km) |
|                      | Kompassrose, die auf Nachbargemeinden zeigt | Santa Inês (9 km)   |
| Paranapoema (8 km)   | Colorado (25 km)                            |                     |

## Geschichte
Im 16. Jahrhundert befand sich in Itaguajé die Jesuitenreduktion Nossa Senhora do Loreto. Zur Zeit der Provinz Paraná im 19. Jahrhundert und im Anfang des 20. Jahrhunderts war das Gebiet völlig unterentwickelt.

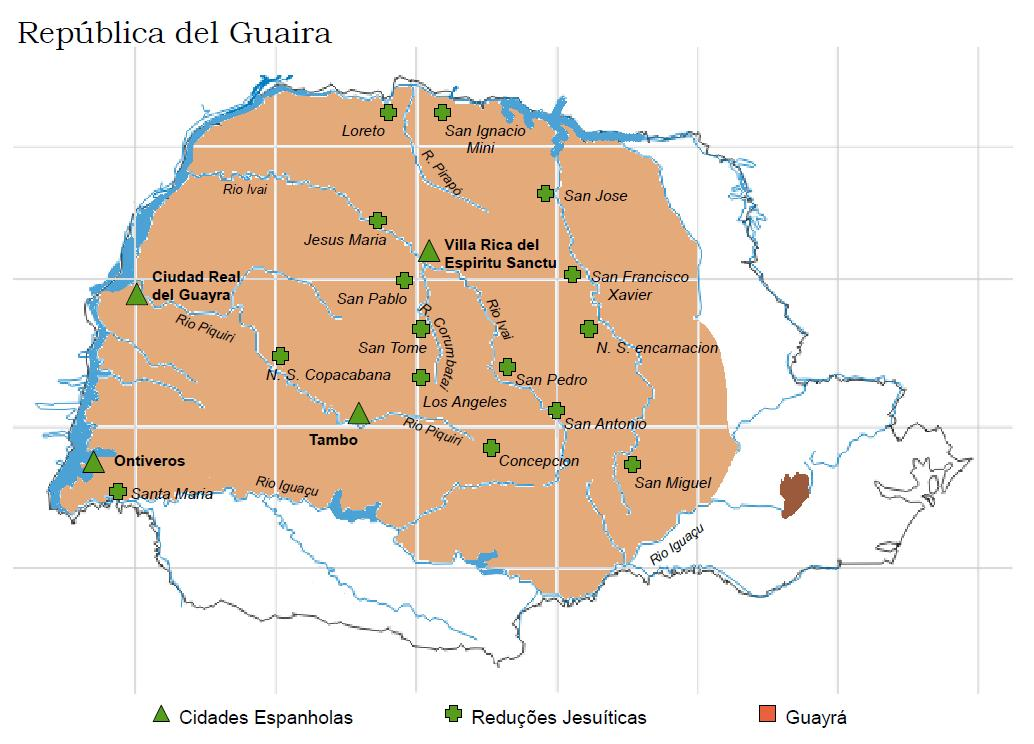
Reduktion Loreto in Nordparaná

Am 14. November 1951 wurde ein Distrikt mit dem Namen Itaguajé in der Gemeinde Santo Inácio geschaffen. Durch das Staatsgesetz Nr. 253 vom 26. November 1954 wurden Dorf und Distrikt die selbständigen Stadtrechte verliehen.

## Kommunalpolitik
Bei der Kommunalwahl 2020 wurde Crisogono Noleto e Silva Júnior (genannt „Juninho“) des Partido Trabalhista Brasileiro (PTB) für die Amtszeit von 2021 bis 2024 zum Stadtpräfekten (Bürgermeister) mit 1507 (52,09 %) der gültigen Stimmen wiedergewählt.
Die Gemeinde besteht aus einem Gesamtdistrikt.